# Labuha
Labuha – miasto w Indonezji na wyspie Bacan w prowincji Moluki Północne. Według danych z 2020 roku liczy 7 tys. mieszkańców. Jest ośrodkiem administracyjnym kabupatenu Halmahera Selatan.